# Foxboro Stadium
Foxboro Stadium (oorspronkelijk: Schaefer Stadion en later Sullivan Stadion) was een stadion in de Amerikaanse stad Foxborough, Massachusetts. Er werden wedstrijden gehouden in de National Football League (American football) en de Major League Soccer (voetbal). Verder werd het stadion gebruikt voor het Wereldkampioenschap voetbal van 1994 en het Wereldkampioenschap voetbal voor vrouwen in 1999. Het stadion werd afgebroken in 2002 en vervangen door een nieuw stadion, Gillette Stadium.

## WK interlands
Tijdens het Wereldkampioenschap voetbal in 1994 werden zes wedstrijden in het stadion gespeeld.
| №  | Datum        | Wedstrijd                | Uitslag | Competitie             | Toeschouwers |
| -- | ------------ | ------------------------ | ------- | ---------------------- | ------------ |
| 1. | 21 juni 1994 | Argentinië – Griekenland | 4 – 0   | WK 1994 Groepsfase (D) | 54.456       |
| 2. | 23 juni 1994 | Bolivia – Zuid-Korea     | 0 – 0   | WK 1994 Groepsfase (C) | 54.453       |
| 3. | 25 juni 1994 | Argentinië – Nigeria     | 2 – 1   | WK 1994 Groepsfase (D) | 54.453       |
| 4. | 30 juni 1994 | Griekenland – Nigeria    | 0 – 2   | WK 1994 Groepsfase (D) | 53.001       |
| 5. | 5 juli 1994  | Nigeria – Italië         | 1 – 2   | WK 1994 Achtste finale | 54.367       |
| 6. | 9 juli 1994  | Italië – Spanje          | 2 – 1   | WK 1994 Kwartfinale    | 53.400       |

Foxboro Stadium (Boston) · Pontiac Silverdome (Detroit) · Soldier Field (Chicago) · Citrus Bowl (Orlando) · Rose Bowl (Los Angeles) · Stanford Stadium (San Francisco) · Cotton Bowl (Dallas) · Giants Stadium (New York) · RFK Memorial Stadium (Washington)